# 21cm K12(E)列車砲
21cm K12(E)列車砲は、第二次世界大戦中にドイツ国防軍が運用した列車砲である。制式名称は21cm Kanone 12 in Eisenbahnlafetteと呼ばれた。

## 設計および経緯
ヴァイマル共和政時代、クルップ社はパリ砲を代替するよう理論的な研究を繰り返していたが、ナチス・ドイツ政権は最終的に、最も困難な問題を解決する試験のため、資金提供を認可した。超長射程に不可欠な成層圏高度を達成するため、パリ砲では極度の高初速が使用され、砲身のはなはだしい減耗を引き起こした。非常な摩滅から、砲弾は減耗率に合わせ、徐々に直径を増すよう作られていた。それでも砲身命数はほんの50発であった。一門のパリ砲が過早な砲身内での爆発により破壊されたのは、連番の付けられた砲弾が間違った指示で装填され、引き起こされたものであると考えられていた。このようなことからクルップ社では、砲身内に8本のライフリングのみを用いた。また、砲弾が剪断されることなく回転を始めるには大型の銅製導環が必要であり、これは初期の兵器において砲身内筒が過度に減耗する根本原因の一つだったが、この必要性を除去するよう、砲弾がわに機械的に噛み合うリブやスプラインをつけることを決定した。発砲時に発生するガスのシーリングは、通常、銅製の帯でできた導環によって占められる位置に、密閉材として石綿およびグラファイト製のパッキンを形成することで処理された。試験型の砲身は幾本かが10.5cm K 12 Mとして知られ、また砲弾が1935年に製造された。これらは従来型のライフル砲身である10.5cm K 12 MKuと比較を受けた。これらの試験はクルップ社の設計概念が正しいことを証明した。
K-12(E)はシンプルなボックスガーダー構造の車体に搭載された。この車体は、二組の台車が順番に連結された、二つのサブフレームの上に搭載され、移動した。砲身は油気圧式駐退装置へつながる、輪状のカゴの中に据えられた。もう二つの油気圧式機構がサブフレームに接続されており、これらは車体全体を約98cm駐退させることができた。輸送時には、搭載時の全高を減らすよう砲本体が駐退装置から取り外され、約1.5m引き戻された。そうすることで通常の鉄道輸送のゲージに収まることができた。砲身は極度に長く、砲身重量によりたわむのを防ぐために外部支柱を必要とした。砲のトラニオンは、砲身バランスをとるため、また俯仰時に要する力を最小限とするために、可能な限り非常に前方に配置された。これは砲尾部を冒険的なほど地面近くに置くこととなり、またマウント部分を1メートル上げるよう、油圧式の起重システムが全てのサブフレームに構築された。不便なことに、この位置で兵器へ砲弾を装填することは不可能であり、また砲撃の間ごとに低められる必要があった。
K12(E)は軌道のカーブ区間のどこでも、またフェーゲレ・ターンテーブル上や、特別な射撃用軌道からも発砲が可能だった。この特別な射撃用軌道である、T字状に成形されたブレハブ方式のレールは砲貨車で輸送され、特別なクレーンワゴンで展開された。一旦、前方の貨車がT字状軌道の先端にある渡り線につくと、砲兵員は貨車をジャッキアップし、サブフレームにより90度回転させた後、T字軌道の左右行程部分へと降ろした。それから列車砲は貨車をそれぞれ電気モーターで駆動し、左右方向へ砲を指向させた。ひとたび目標へと据砲されると、貨車は軌道上に固定された。本砲は弾量107.5kgの榴弾を発砲した。
最初の砲は1938年に竣工し、1939年3月にドイツ陸軍へ配備された。本砲は成功を収めたが、ただ射撃する間にジャッキであちこちを上下させる必要があったことは陸軍に非常に不評であった。クルップ社ではこの問題を改善する試みとして、油圧・空圧式圧縮平衡器が、以前に想定されたよりも非常に大きい重量と圧力下でも作動できることを発見した。クルップ社では搭載方法を再設計し、砲耳を可能な限りずっと前方へ移し、発砲時の砲身後退長を150cm増大させた。新規設計の砲は1940年夏季に配備され、K-12 N(E)と呼ばれた。またこのとき、最初の砲はK-12 V(E)と呼ばれていた。
これらの砲は、砲兵中隊 701 (E)に配属され、英仏海峡の海岸沿いに布陣し、戦争に投入された。イギリスでは、フランスの海岸から最も近くて88km離れているケント州のチャタムにおいて、砲弾の破片を回収した。